# Louis Massebieau
Jean Adolphe Massebieau (känd som Louis Massebieau), född den 12 juni 1840 i Nîmes, död den 22 september 1904 i Charenton-le-Pont, var en fransk protestantisk historiker och teolog.
Massebieau var adjungerad professor vid den protestantiska teologiska fakulteten i Paris och docent vid École pratique des hautes études.